# Équipe de république démocratique du Congo féminine de volley-ball
L'équipe de république démocratique du Congo féminine de volley-ball est composée des meilleures joueuses congolaises sélectionnées par la Fédération de volley-ball du Congo (Fédération de volley-ball du Congo, FEVOCO). Elle est actuellement classée au 65e rang de la Fédération internationale de volley-ball au 11 juillet 2022.

## Palmarès et parcours

### Parcours

#### Championnat d'Afrique de volley-ball féminin
| - 1976 : ? - 1985 : ? - 1987 : ? - 1991 : Non qualifié - 1993 : Non qualifié - 1995 : Non qualifié - 1997 : Non qualifié - 1999 : Non qualifié - 2001 : Non qualifié - 2003 : 7e | - 2005 : Non qualifié - 2007 : Non qualifié - 2009 : Non qualifié |